# Jos Waals
J.F.H.A.B. (Jos) Waals (Dreumel, 21 oktober 1943 – Venray, 22 februari 2021) was een Nederlands politicus van het CDA.
Hij werd geboren als zoon van mr. F.J. Waals die van 1939 tot 1946 burgemeester van Dreumel en van 1946 tot 1970 burgemeester van Lichtenvoorde was. Na de hbs in Doetinchem studeerde hij Sociale Wetenschappen aan de Rijksuniversiteit Groningen. Hij was planologisch onderzoeker voor hij in 1973 directeur werd van de stichting Natuur en Milieu Overijssel. In augustus 1980 werd Jos Waals op 36-jarige leeftijd burgemeester van de toenmalige Zuid-Hollandse gemeente Nootdorp en vanaf september 1991 was hij de burgemeester van Venray. Toen in 2009 zijn derde termijn erop zat, kreeg hij eervol ontslag maar op verzoek van commissaris van de Koningin Léon Frissen bleef hij daar van september 2009 tot 2 januari 2010 aan als waarnemend burgemeester. Bij de gemeentelijke herindeling van 1 januari 2010 werd een deel van de op te heffen gemeente Meerlo-Wanssum toegevoegd aan Venray. Een dag later werd Hans Gilissen benoemd tot de nieuwe burgemeester van Venray.
Voor zijn inspanningen om vanuit respect voor de gevallen Duitse soldaten die zijn begraven op het Duitse militaire begraafplaats in Ysselsteyn (gemeente Venray) de Duits Nederlandse verhoudingen te normaliseren is hij in juni 1999 onderscheiden met Das Verdienstkreuz 1e Klasse des Verdienstordens der Bundesrepubliek Deutschland.
In april 2006 is hij benoemd tot ridder in de Orde van Oranje Nassau.
Omdat hij na zijn 65e heeft doorgewerkt ontvangt hij geen VUT-uitkering wat volgens hem neerkomt op 7500 euro minder per jaar. Aangezien Waals naar eigen zeggen aanbleef op verzoek van de gouverneur verzocht hij de Minister van Binnenlandse Zaken en Koninkrijksrelaties hem daarvoor te compenseren op grond van een uitzondering op de overeengekomen afspraken ten aanzien van de VUT. Op 21 juli 2011 heeft de Centrale Raad van Beroep in hoger beroep uitgesproken dat die compensatie terecht was geweigerd omdat Waals op de hoogte was van de bestaande sectorale en boven sectorale pensioenafspraken. Het was zijn vrije keuze al dan niet door te werken en daardoor af te zien van zijn VUT rechten.
Na zijn pensionering werd hij in april 2011 door het Regionale College van de Politie Limburg Noord benoemd tot voorzitter van de Commissie van Toezicht Arrestantenzorg bij de Regionale Politie Limburg Noord. Na invoering van de Nationale Politie werd hij in maart 2013 door de Minister van Veiligheid en Justitie benoemd tot voorzitter van de Commissie van Toezicht Arrestantenzorg bij de Eenheid Limburg en werd hij gekozen tot een van de 4 leden van het Landelijk Centrum Commissies van Toezicht Arrestantenzorg. Daarnaast was Jos Waals onder andere actief als Lid van de Raad van Toezicht Koninklijke Vereniging van Leden der Nederlandse Ridderorden.
Waals overleed in 2021 op 77-jarige leeftijd.